# Quand vient l'amour
Pour plus de détails, voir Fiche technique et Distribution.
Quand vient l’amour est un film franco-yougoslave réalisé par Maurice Cloche et sorti en 1956. 

## Synopsis
Les pensionnaires d’un orphelinat pour jeunes filles se préparent à partir pour une croisière touristique en Yougoslavie. L’une d’entre elles, Jany, qui en est privée pour avoir fait le mur, mais sachant que la directrice ne peut négliger aucune possibilité de filiation, s'invente des racines à Rijeka pour pouvoir quand même y participer. En Yougoslavie, leur guide touristique, Dragan, tombe amoureux de Jany et va l’aider à rechercher ses (faux) ascendants…

## Fiche technique
- Titre original : Quand vient l'amour
- Titre yougoslave : Kad dodje ljubav
- Réalisation : Maurice Cloche
- Scénario : Jacques Robert
- Adaptation : Maurice Cloche, Jacques Robert
- Dialogues : Jacques Robert
- Assistante-réalisation : Odette Glénat
- Musique : Norbert Glanzberg
- Photographie : André Thomas
- Son : Robert Teisseire
- Montage : Christian Gaudin
- Maquillages : Lala Janvier
- Scripte : Janine Séri
- Pays d’origine :  France,  Yougoslavie
- Année de tournage : 1955
- Langue de tournage : français
- Extérieurs : Yougoslavie
- Producteurs : Jean Davis, Ayres d’Aguiar
- Directeur de production : Léon Canel
- Sociétés de production : Davis Films (France), HDP Productions (France), Les Films Maurice Cloche (France), Triglav Films (Yougoslavie)
- Société de distribution : Les Films Fernand Rivers (France)
- Format : noir et blanc — 35 mm — 1.37:1 — son monophonique
- Genre : comédie dramatique
- Durée : 92 minutes
- Date de sortie :
  - France : 2 mai 1956[1]
- (fr) Mention CNC : tous publics (visa d'exploitation no 17450 délivré le 30 avril 1956)

## Distribution
- Vera Talchi : Jany
- Milan Milosevic (sh) : Dragan
- Mylène Demongeot : Micheline
- Metra Gabryelere : Maya
- Evelyne Ker : Zizi
- Régine Lovi : Cathy
- Suzet Maïs : la directrice

## Autour du film
- Mylène Demongeot[2] : « Je suis engagée pour le film de Maurice Cloche qui se tourne en Yougoslavie. Nous voyageons en mer, tout le temps, de port en port, à bord d’un vieux cargo rouillé. […] Le jeune premier est yougoslave, Milan Milosevic. Pour moi, un rôle de garce. Mon premier. Je suis très contente. […] Nous embarquons je ne sais plus où, à Trieste je crois, et voguons la plupart du temps sur une mer de rêve… Nous aurons quand même, sur un mois de tournage, quelques jours de très mauvais temps et même une tempête ! […] Nous découvrons Split, nous tournons à Dubrovnik, dans des ruines étonnantes, il n’y a personne, pas un touriste. C’est un pays magnifique. Il y plein de petites îles très sauvages, pratiquement inhabitées, où nous nous arrêtons souvent pour tourner plans et séquences. »